# Le Promeneur
Le Promeneur (titre original : The Pedestrian) est une nouvelle de Ray Bradbury, initialement parue dans The Magazine of Fantasy & Science Fiction en 1951. 
Elle est tout d'abord parue en France sous le titre L'Arriéré en 1954 puis sous le titre Le Promeneur en 1956.

## Publications
- Publications aux États-Unis

- Publications en France
  - Publication dans Les Pommes d'or du soleil (The Golden Apples of the Sun), Denoël, coll. « Présence du futur » no 14, 1956.
  - Publication dans Histoires de rebelles, le Livre de poche, coll. « La Grande Anthologie de la science-fiction » (seizième volume de la deuxième série), 1984.

## Résumé
Novembre 2053. Léonard Mead se promène. Il marche. Il regarde la ville et ses rues. Nul ne se promène. Il est le seul à être dehors. 
Surgit alors un véhicule de police. Une voix de robot lui demande ce qu'il fait dehors. Le piéton répond qu'il se promène. S'ensuit un questionnaire : est-il marié ? où est son domicile ? pourquoi ne regarde-t-il pas la télévision ? se promène-t-il souvent ? 
À la fin de l'interrogatoire, la voix lui ordonne d'entrer dans la voiture. Il est alors incarcéré avant d'être emmené au « Centre psychiatrique de recherches sur les tendances régressives ».